# Petre Borilă
Petre Borilă (né Iordan Dragan Rusev), né le 13 février 1906 et mort le 2 janvier 1973) est un homme politique communiste roumain.

## Biographie
En 1924, il devient membre du Parti communiste roumain (PCR).
Il est un membre illégal du PCR et un combattant des Brigades internationales pendant la guerre civile espagnole, retiré à Moscou jusqu'à la fin de la Seconde Guerre mondiale.
De retour en Roumanie avec la division Tudor Vladimirescu, avec le poste de commissaire politique, il devient commandant de la division « Tudor Vladimirescu » (1944-1947) ; chef de l'organisation de Bucarest du PCR (1944-1947). Il est ensuite membre du comité central du PCR (1948-1965), du Bureau politique et du Comité exécutif (1965-1969), chef du Directoire politique de l'Armée (1948-1950), assista à la réunion de dissolution du Comité démocrate juif le 16 mars 1953, membre du Bureau d'organisation de la PMR (1950-1953) ; président de la Commission de contrôle d'État (1951-1958) ; membre du bureau politique du CC chargé de l'économie (1952-1953) ; ministre de l'Industrie alimentaire (1953-1955), vice-président du Conseil des ministres (1954-1965). Petre Borilă a été député à la Grande Assemblée nationale lors des sessions de 1948 à 1969. Il est par ailleurs chargé de 1948 à 1950 de la Direction supérieure politique de l’Armée.
Petre Borilă fait partie des gouvernements : Gheorghiu (1), Gheorghiu (2), Chivu (1), Chivu (2), Maurer (1).
Il vit un temps avec la communiste Betty Birnbaum (Elisabeta Luca), sa secrétaire, qui devient plus tard l'épouse de Vasile Luca. Il épouse ensuite la communiste Catherine Abraham. Leur fille, Iordana (1946-2017), historienne d'art, a été l'épouse de Valentin Ceaușescu,, avec qui elle a eu un fils, Daniel, né en 1981. 